# قومية مصرية

علم جمهورية مصر العربية

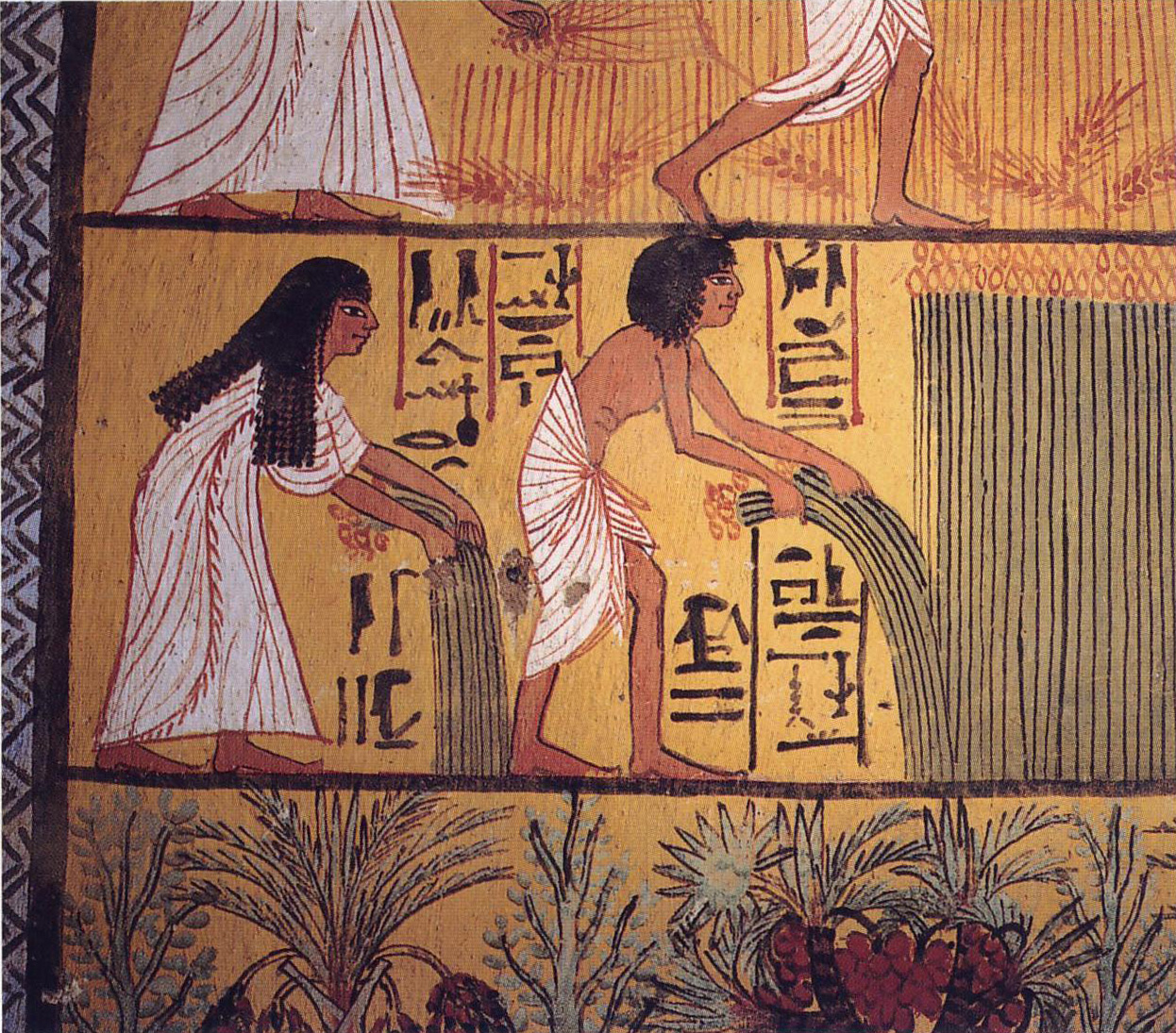
رسم أثري يوضح حضارة المصريين القدماء

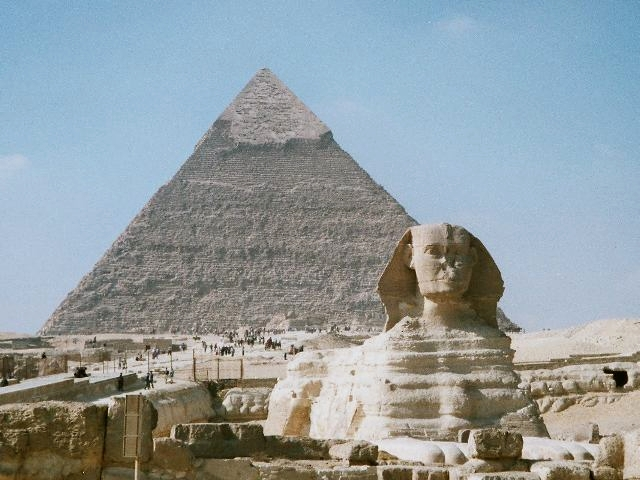
صورة لأهرامات الجيزة وأبو الهول وهم من أكبر العلامات على الحضارة المصرية القديمة

القومية المصرية تشير إلى القومية والحضارة المصرية عموماً، وهي قومية مدنية وتؤكد على وحدة المصريين بغض النظر عن العرق أو الدين، واعتبرت أن مصر لها نظام إقليمي مستقل في العالم منذ عهد الفراعنة في مصر القديمة، برزت على الساحة المصرية في عام 1920م و1930 م، وتتركز على مصر قبل الإسلام في الماضي، وتسترجع الحضارة المصرية القديمة وأنها كانت جزء من أكبر حضارات البحر الأبيض المتوسط، وأكد هذا الفكر على دور النيل والبحر الأبيض في تكوين هذه الحضارة العظيمة، ويصرح بعضهم بان المصريين هم أول من أسسوا دولة قومية منذ 5000 سنة بعد اتحاد مملكتي الشمال والجنوب بهدف إشعار الناس بإنتمائهم لهذا الشكل من الحكم، والواقع ان الدولة المصرية القديمة كانت دولة دينية ثيوقراطية حيث كان الفراعنة يُعتبرون أربابا يعيشون بين الناس ويحكمونهم باسم الحق الإلهي.
تطورت هوية الشعب المصري منذ العصر الحديدي وبقيت لفترة كبيرة محتفظه بالهوية المصرية الأصيلة والعادات والتقاليد والدين الوثني على مر العصور التالية (انظر المصريين القدماء)، ثم وقع المصريون بعد ذلك تحت تأثير الاحتلال والخلافة من قبل الحكام الأجانب كالفرس، النوبيين، الإغريق، الرومان، العرب، الأتراك، الفرنسيون، البريطانيون، وفي ظل هذا الحكم الأجنبي بدأت تتغير الديانات الوثنية القديمة لدى المصريين وتتغير اللغة المصرية القديمة ثم دخلت المسيحية ثم الإسلام فاعتنق المصريون تلك الديانتان، ودخلت لغة جديدة وهي العربية.
ظهرت القومية المصرية من جديد وبرزت في الساحة العامة في أوائل القرن ال20 عن طريق المثقفيين المصريين في أوروبا والذين تأثروا بالحضارة والنهضة الأوروبية الحديثة والدول القومية العلمانية التي غزت دولهم ورأوا أنه يجب تبني القيم الأوروبية بما يصلح للمجتمع المصري وهم غالبا من التيار الليبرالي، وعندما سعى المصريون لتحرير أنفسهم من الاحتلال البريطاني أدى ذلك لصعود القومية العرقية والأقليمية لمصر والتي اتخذت طابع علماني في ذلك الوقت، وأصبحت القومية المصرية النمط السائد للناشطيين المصريين المناهضين للاستعمار الأجنبي للدفاع عن البلاد في فترة ما قبل الحرب.
ومن أهم معالم هذا الفكر آنذاك هو غياب العنصر العربي في القومية المصرية في مراحلها المبكرة، كانت الدفعة المصرية سواء كانت سياسية، اقتصادية، ثقافية طوال القرن التاسع عشر تعمل ضد، وليس من أجل التوجه العربي والقضايا العربية.

## لمحة عن تاريخ القومية المصرية

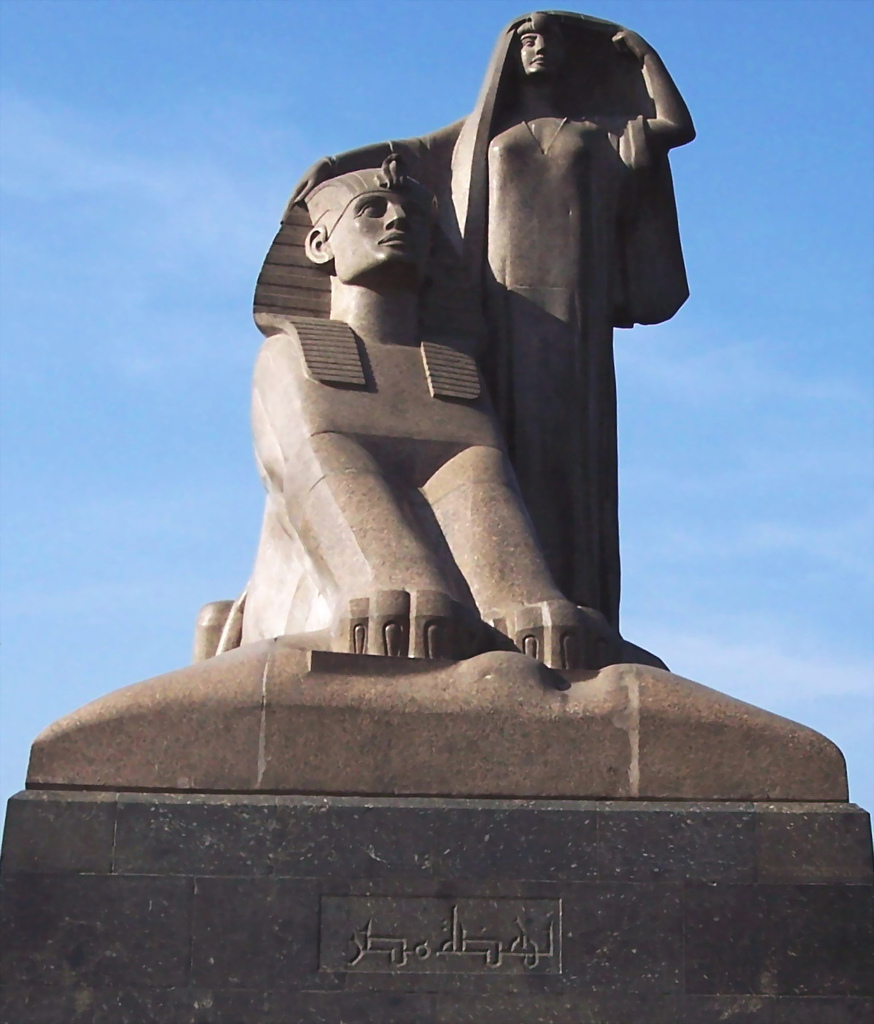
تمثال نهضة مصر للمثال محمود مختار

علم مصر أثناء ثورة 1919 حيث الهلال رمز الإسلام يحتضن بداخلهُ الصليب رمز المسيحية

إن حكم محمد علي باشا قاد مصر إلى التقدم والتطور الاقتصادي والاجتماعي والعسكري مقارنةً مع الدول المجاورة لمصر، وأيضاً نظام حكمه ساعد على تعزيز القومية المصرية. ومن إنجازاته ضم غير المسلمين للجيش المصري وإزالة اي قيم او اهداف للجيش غير رعاية مصالح الدولة.
ثم قامت الثورة العرابية عامي 1870 و1880 وكانت أول ثورة قومية تطالب بوضع حد لاستبداد أسرة محمد علي الحاكمة، وتطالب بكبح النفوذ الأوروبي داخل مصر، واتخذت شعار وطني وهو «مصر للمصريين»
بعد الاحتلال البريطاني لمصر عام 1882 م، تركزت جهود القوميين المصريين على إنهاء الاستعمار البريطاني لمصر، وبلغت القومية المصرية ذروتها عام 1919 عندما إندلعت ثورة شعبية ضد الحكم البريطاني وحدثت تلك الاحتجاجات في وقت الحرب رداً علي الحرمان الذي فرضته بريطانيا علي مصر خلال الحرب العالمية الأولى، بعد ثلاث سنوات من الاحتجاجات والاضطرابات السياسية أعلنت بريطانيا استقلال مصر من طرف واحد عام 1922 وقد كان استقلال صوري حيث احتفظت بريطانيا بموجبهِ على وجودها العسكري في مصر كما أحتفظت بإشرافها على الكثير من المجالات التي تخص الشأن الداخلي المصري، وخلال الفترة الملكية في مصر والمصريون القوميون مصممون على إنهاء ما تبقى من وجود بريطاني في مصر.
صعدت القومية العربية ووضحت على الساحة كقوة سياسية عام 1930 م بعد سقوط الخلافة العثمانية وإعلان علمنة الدولة التركية وإلغاء الإسلام كدين رسمي للدولة ومحاربة اللغة العربية، وكانت هناك ارتباطات قوية بين مصر والعالم العربي وقضاياه من قبل الذين يدعون للتعاون مع الدول العربية المسلمة المجاورة، بعد ثورة 23 يوليو 1952 والتي قام بها مجموعة من الضباط الأحرار في الجيش المصري بقيادة الزعيم الراحل جمال عبد الناصر والتي أطاحت بالنظام الملكي وأسست الجمهورية، وجه عبد الناصر جهوده تجاه القضايا العربية وإرثاء فكرة القومية العربية، ورأى عبد الناصر مصر كقائدة للعالم العربي، ورأى أن دور مصر هو تعزيز التضامن العربي والوحدة العربية ضد الغرب وإسرائيل، واٌنشأت وحدة عربية لفترة وجيزة بين مصر وسوريا في فترة من 1958 إلى 1961 عندما تخلت سوريا عن الاتحاد وسميت مصر تحت الاتحاد باسم الجمهورية العربية المتحدة واٌزيل اسم مصر منه، خلف عبد الناصر أنور السادات ومبارك والذين أكدوا على القومية العربية وأعادوا إحياء القومية المصرية على أساس الريادة المصرية للعالم العربي.
إندلعت الثورة في مصر كجزء من سلسلة احتجاجات اجتاحات العالم العربي وعرفت بالربيع العربي في ثورة 25 يناير والتي أطاحت بنظام مبارك ورئيسه كنتيجة للفساد والتزوير للانتخابات، واٌثيرت الكثير من التساؤلات حول مستقبل القومية المصرية، وأيضاً محاولة تجنب أنظمة مدنية جديدة كالأنظمة السابقة، واُثيرت النزعات الدينية في مصر بعد الثورة بين المسلمين (أغلبية) والمسيحين (أقلية) من حيث الاتجاهات، فالأقباط يريدون ثقافة قومية علمانية مصرية لضمان حقوقهم، وترى القوى الإسلامية اقامة دولة على مبادئ الشريعة الإسلامية ونشر القيم الدينية والحد من انحلال الأخلاق والحفاظ على الهوية العربية والسعي للإتحاد مع الدول الإسلامية، مؤخرا وقعت أحداث عنف متعددة ومتتالية بين المسلمين والمسيحين بعد الثورة مما يعطي علامة واضحة على انهيار القومية المصرية وانتشار النزعة الدينية.

## زيارة ساطع الحصري

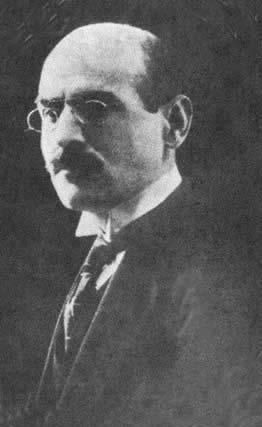
صورة للقومي العربي ساطع الحصري

في عام 1931 وفي أعقاب زيارة إلى مصر للقومي العربي السوري ساطع الحصري لاحظ أن: «المصريون لا يملكون أي عاطفة أو ميول تجاه القومية العربية، ولم يقبل أن تكون مصر جزءاً من الأراضي العربية، ولن يعترف بأن الشعب المصري جزءاً من الأمة العربية».

## تكون القومية العربية في مصر
في أواخر عام 1930م بدأت القومية العربية في التكوين داخل مصر ويدأت تحل مكان القومية المصرية تدريجياً عن طريق المتعلمين التقليدين في مصر الذين يدعون للتمسك بالهوية الإسلامية-العربية، ونتيجة لجهود من المثقفين في سوريا، فلسطين، لبنان، أيضاً من الأسباب الرئيسية لبروز القومية العربية هو الزعيم الراحل جمال عبد الناصر وإنشاء جامعة الدول العربية في عام 1945م واتُخذت من القاهرة مقراً لها، على الرغم من تلك الجهود لدعم الوحدة العربية كان لايزال المؤرخ دايتون في جامعة أكسفورد يكتب; «المصريون ليسوا عرب، والعرب واعون لهذه الحقيقة، هم يتحدثون العربية، وهم مسلمون أيضاً ومتعلقين بالدين بشدة بحيث يلعب الدين الجزء الأكبر من حياتهم وتوجهاتهم وله تأثير على دوافعهم وميولهم كما هو الحال في سوريا والعراق، لكن المصري وخلال الثلاثين سنة الأولى من القرن العشرين، لم تكن تربطه أي علاقة مع الشرق العربي، ان مصر تتعاطف وتتأثر مع القضايا العربية، وفي الوقت ذاته ترى أنها فرصة كبيرة ومناسبة لأخذ القيادة والريادة على العالم العربي والتمتع بالهيمنة على الدول العربية، ومع ذلك مصالح مصر الرئيسية لاتزال محلية وقومية».

## أبرز المناديين بالقومية المصرية
من أبرز المناديين بالقومية أمثال أحمد لطفي السيد، بيومى قنديل، سلامة موسى، طه حسين ومن المعاصريين زاهي حواس.

## طه حسين وأرائه
طه حسين هو كاتب مصري وعميد الأدب العربي وواحد من أكثر القوميين المصريين والأبرز في مكافحة المستعمريين، وأعرب عن عدم اتفاقه مع فكرة الوحدة العربية وتحدث عن معتقاداته في القومية المصرية في مناسبات عدة وكتب عام 1933 في مجلة «كوكب الشرق» قائلا:
«الحضارة المصرية والفرعونية متأصلة في نفوس المصريين وستبقى كذلك بل يجب أن تبقى وتقوى والمصري فرعوني قبل أن يكون عربياً، ولا يطلب من مصر أن تتخلى عن فرعونيتها وإلا سيكون معنا ذلك: اهدمي يا مصر أبا الهول والأهرامات وأنسي نفسك وأتبعينا.... لا تطلبوا من مصر أكثر مما تستطيع أن تعطي، مصر لن تتدخل وحدة عربية سواءً كانت في القاهرة أو دمشق أو بغداد»
واعتبر مصر منتمية فكرياً وثقافياً للغرب، ويعتبر طه حسين تلك العلاقة التاريخية التي تربط بين مصر واليونان مسلّمة من المُسلّمات بمعنى أنها مثبتة مسبقا و لاشك فيها، وأكد على وجود تلك الصلات بين مصر والثقافة اليونانية بقوله:
«من إضاعة الوقت وإنفاق الجهد من غير طائل أن نفصل ماكان من العلاقات بين مصر والحضارة اليونانية في عصر ازدهارها».
واثناء تحذيره من خطر الاتحاد مع الدول العربية الذي سيؤدي لهدم أبو الهول، عبر عن كيفية استعادة الهوية المصرية بعبارته الشهيرة:
«أن نسير سيرة الأوروبيين ونسلك طريقهم، لنكون لهم أنداداً، ولنكون لهم شركاء في الحضارة، خيرها وشرها، حلوها ومرها، وما يحب منها وما يُكره، وما يُحمد منها وما يُعاب».